# Halverstadbrug
De Halverstadbrug (brug 260) is een vaste brug in Amsterdam-Centrum.
De brug is gelegen in de Roetersstraat en overspant de Nieuwe Achtergracht. De brug is als basculebrug aangelegd vanaf voorjaar 1889 toen de paalfundering werd neergezet (50 stuks). De brug moest al snel aangepast worden, er kwam een tram over de brug te rijden. In de zomer van 1915 werd de brug grondig aangepakt, ze werd verbreed en omgebouwd tot vaste brug onder een ontwerp van ingenieur Wichert Arend de Graaf van de Dienst der Publieke Werken. Die verbreding is in 2017 nog aan het uiterlijk van de brug terug te zien in de steunen/consoles voor de verbreding die in de landhoofden is weggewerkt. De brug werd in 1995 benoemd tot gemeentelijk monument.
De bebouwing ten westen van de brug volgde een jaar na de bouw van de brug. De terreinen ten oosten van de brug werden na de aanvankelijke bebouwing steeds meer volgebouwd met gebouwen voor het Roeterseilandcampus van de Universiteit van Amsterdam. De oorspronkelijke bebouwing is hier geheel verdwenen. Ook ten zuidwesten is al een oorspronkelijk woonblok gesloopt en vervangen door nieuwbouw.
De brug is vernoemd naar Raphaël Halverstad, die samen met Walter Süskind en Piet Meerburg Joodse kinderen liet ontsnappen uit de (crêche van de) Hollandsche Schouwburg. De volgende bruggen in de Roetersstraat dragen ook namen van helpers, de Ben Polakbrug en Lau Mazirelbrug, de Walter Süskindbrug ligt in de omgeving, de Piet Meerburgbrug ligt elders in de stad.

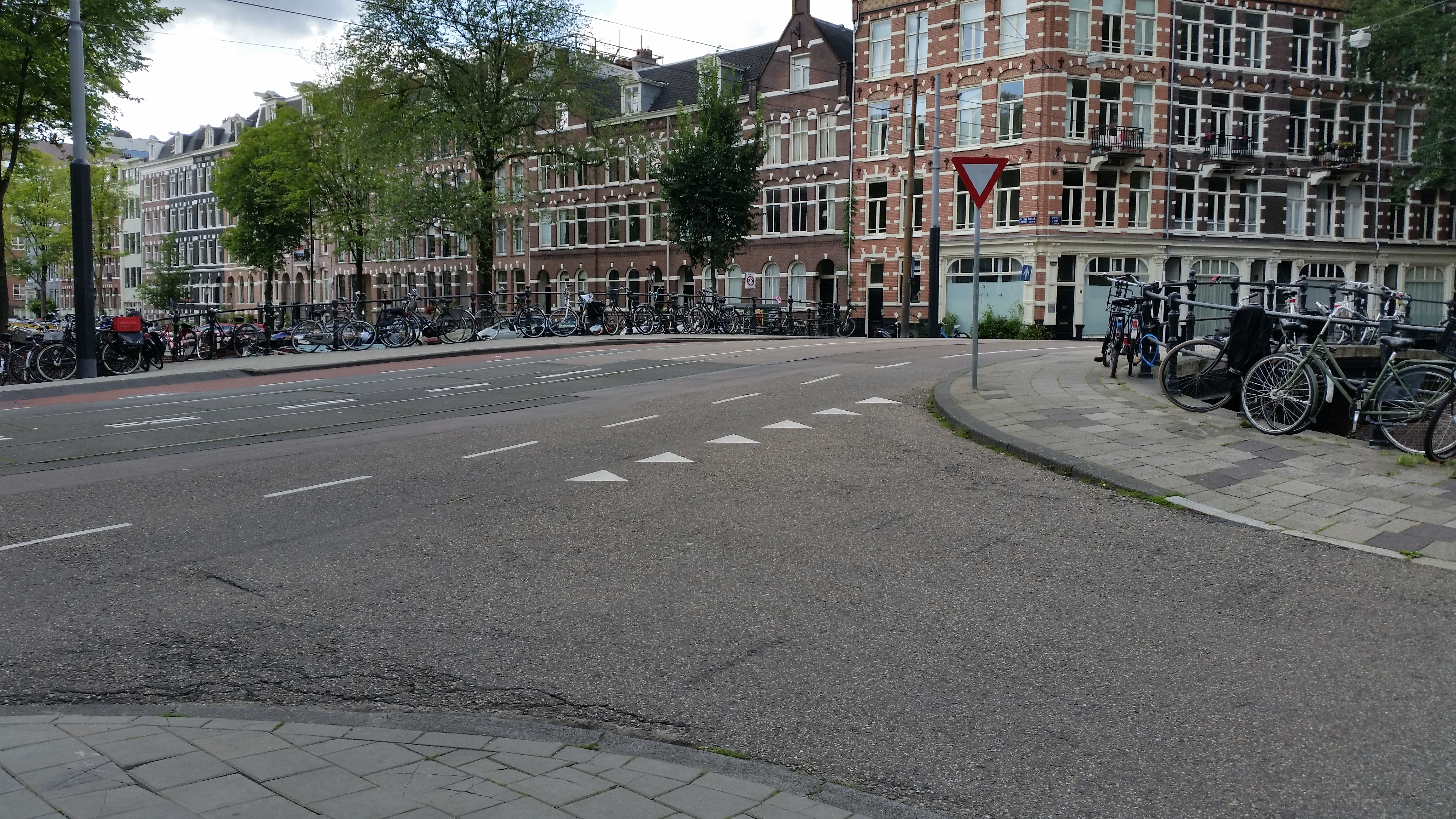
Overzicht over de brug (augustus 2019)

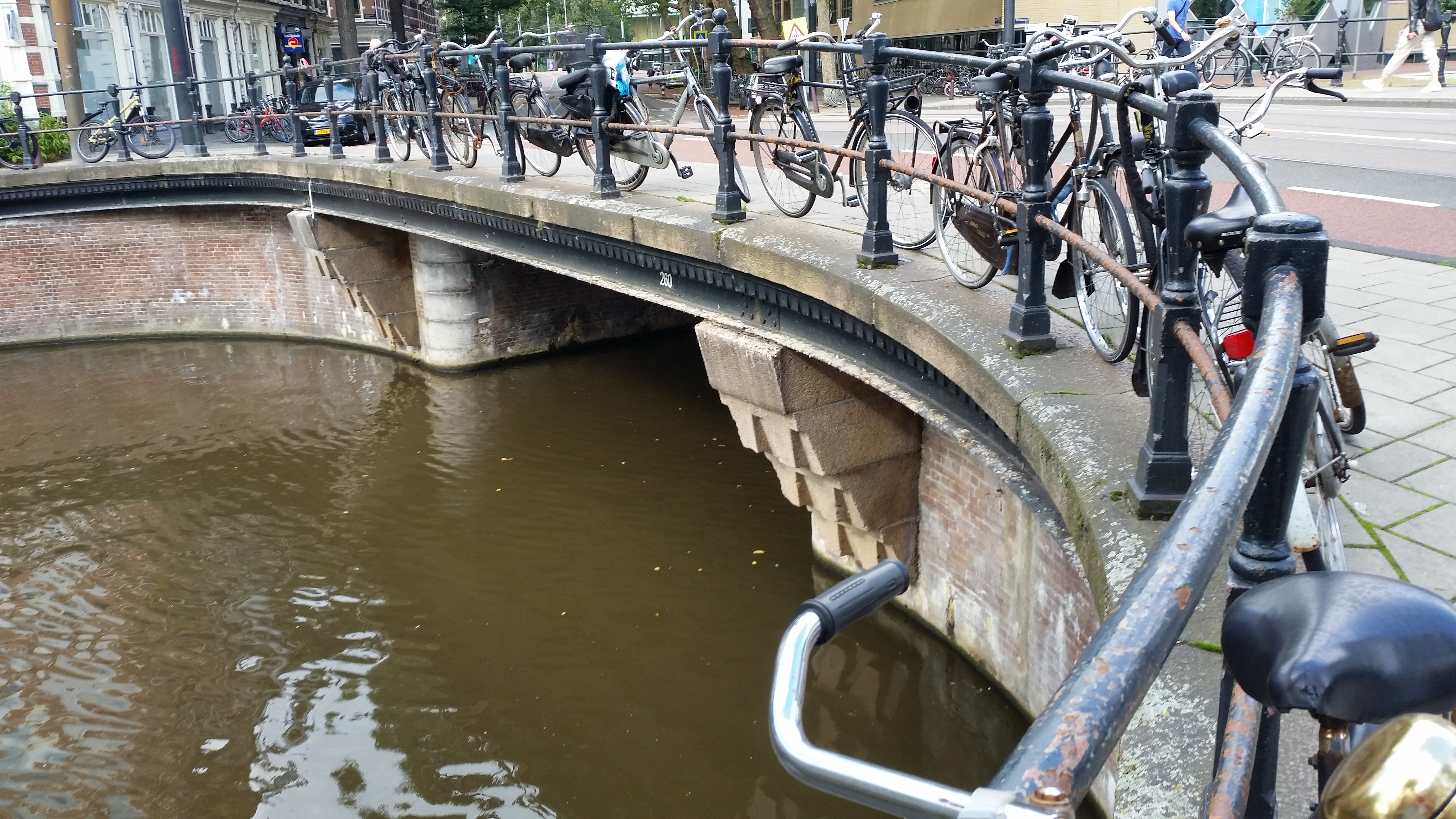
Consoles (augustus 2019)

<<< · 200 · 201 · 202 · 203 · 204 · 205 · 206 · 207 · 208 · 209 ·  210 · 211 · 212 · 213 · 214 · 215 · 216 · 217 · 218 · 220 · 221 · 222 · 223 · 224 · 225 · 226 · 227 · 228 · 228P · 229 · 230 · 231 · 232 · 233 · 234 · 235 · 236 · 237 · 238 · 239 ·  240 · 241 · 242 · 243 · 244 · 245 · 246 · 247 · 248 · 249 ·  250 · 251 · 252 · 253 · 254 · 255 · 256 · 257 · 258 · 259 · 260 · 261 · 262 · 263 · 264 · 265 · 266 · 267 · 270 · 271 · 272 · 273 · 274 · 275 · 277 · 278 · 279 · 280 · 281 · 283 · 285 · 286 · 287 · 288 · 289 · 290 · 291 · 292 · 293 · 295 · 296 · 297 · 298 · 299 · >>>
Brugnummers 219, 268, 269, 276, 282, 284, 294 zijn niet (meer) in omloop.